# Bonaventura Abt
Bonaventura Abt (geboren vor 1518 in Augsburg; gestorben nach 1552) war ein deutscher Maler und Hofkünstler.

## Wirken
Es wird vermutet, dass Abt ursprünglich aus Augsburg stammte. Er war in den Jahren 1518 bis 1552 für den Braunschweiger Herzog als Künstler tätig, der ihn im Jahr 1518 nach Augsburg entsandte. Für das Jahr 1534 werden ihm Verzierungen von Rossdecken (Satteldecke oder Pferdedecke), 1535 die Ätzung eines Harnischs (möglicherweise der „Harnisch des Riesen“, der mit „B A“ signiert wurde) und für 1546 ein Fähnlein für die Stadt Braunschweig zugeschrieben. Ebenso soll das Gemälde der „Peiner Schüssel“ (ursprünglich als „Hochzeitsschüssel“ bezeichnet) von ihm geschaffen worden sein, auf der der vergebliche Versuch der Erstürmung der Burg Peine am 23. August 1522 durch Herzog Heinrich den Jüngeren während der Hildesheimer Stiftsfehde in fünf Rundmedaillons dargestellt ist. Die etwa 76 cm hohe Holzschüssel befindet sich im Herzog Anton Ulrich-Museum. Die Darstellung zeigt neben der mit Wällen und Gräben geschützten Burganlage die mit Geschützen und Sturmböcke angreifenden Truppen, Geschützstellungen, Zeltlager, Landsknechte und den Herzog im Harnisch mit Gefolge. Dabei wurde zudem als Bildsymbolik die Verteidigung der „Peiner Eule“ gegen den prankenhebenden Braunschweiger Löwen gewählt. Es ist nicht gänzlich gesichert, ob der für den Braunschweiger Herzog tätige Abt mit dem Maler Bonaventura Abt identisch ist, der zuletzt, gemäß den Angaben aus einer Quittung von 1594, 8 fl. für ein Deckengemälde in der Meininger Kirche erhielt und im Folgejahr nach einem Sturz vom Turm der dortigen Stadtkirche, an dem er gemeinsam mit seinem Sohn Matthæus gearbeitet hatte, am 28. Oktober 1595 starb. Vermutlich ist dieser gleichnamige Bonaventura Abt sein in Braunschweig geborener Sohn und Matthæus sein Enkel gewesen.